# Vitreledonella
Vitreledonella (лат.) — род мезопелагических осьминогов из семейства Amphitretidae, единственный в подсемействе Vitreledonellinae. У этих осьминогов присоски на руках расположены в один ряд и широко разнесены друг от друга. Третья левая рука самцов гектокотилирована со сферическим пузырьком на дистальном конце, а другие руки имеют присоски, которые увеличены за пределы перепонки. Глаз сильно сжат с боков с почти прямоугольной формой в боковой проекции и с шириной, равной диаметру хрусталика. На глазу имеется вентральное, тупое рострумообразное расширение, которое содержит радужную ткань над глазом. Отверстие в мантию широкое, радула многозубчатая и линейная по форме, причем первый и второй боковые зубцы являются однозубчатыми, что означает, что у этого вида гетероглоссированная радула. Длинная и тонкая пищеварительная железа имеет веретенообразную форму, а желудок расположен дорсально по отношению к пищеварительной железе.

## Классификация
На fduecn 2024 года в род включают 2 вида:
- Vitreledonella alberti Joubin, 1924
- Vitreledonella richardi Joubin, 1918